# Флорида (Порторико)
Флорида (шп. Florida) је општина у америчкој острвској територији Порторико, острвској држави Кариба.

## Демографија
По попису из 2010. године број становника је 12.680, што је 313 (2,5%) становника више него 2000. године.
| Група             | 2000.          | 2010.          |
| Белци             | 70 (0,6%)      | 46 (0,4%)      |
| Афроамериканци    | 305 (2,5%)     | 586 (4,6%)     |
| Азијати           | 31 (0,3%)      | 7 (0,1%)       |
| Хиспаноамериканци | 12.287 (99,4%) | 12.624 (99,6%) |
| Укупно            | 12.367         | 12.680         |